# توتیای دریایی خاربلند
توتیای دریایی خاربلند (نام علمی: Arbacia lixula) نام یک گونه از رده توتیای دریایی است. نام یک گونه توتیای دریایی است که از اروپا گزارش شده است. این توتیای دریایی دارای جثه‌ای متوسط با رنگ سیاه خالص است است. این گونه در سواحل دریای مدیترانه و آزور، مادیرا، جزایر قناری, جنوب ایران، به تعداد کمتر در در سواحل غرب آفریقا و سواحل برزیل در اعماق ۰ تا ۳۰ متری یافت می‌شود. این توتیای دریایی از جلبک قرمز و گونه‌های کوچک‌تر جلبک تغذیه می‌کند.